# Paula Leitón
Paula Leitón Arrones (* 27. April 2000 in Terrassa, Spanien) ist eine spanische Wasserballspielerin. Die Olympiasiegerin von 2024 gewann 2021 eine olympische Silbermedaille. Bei Weltmeisterschaften erkämpfte sie drei Silbermedaillen und zwei Bronzemedaillen, bei Europameisterschaften erhielt sie zweimal Gold, einmal Silber und einmal Bronze. (Stand: Juli 2025)

## Sportliche Karriere
Paula Leitón war mit der spanischen Juniorinnen-Nationalmannschaft 2015 Zweite bei den Juniorenweltmeisterschaften.
Leitóns erstes großes Turnier mit der spanischen Nationalmannschaft war die Weltmeisterschaft 2015, bei der Spanien den siebten Platz belegte. Es folgte die Europameisterschaft 2016, bei der die Spanierinnen den vierten Platz belegten, nachdem sie das Spiel um Bronze mit 9:10 gegen die Italienerinnen verloren hatten. Bei den Olympischen Spielen 2016 in Rio de Janeiro erreichten die Spanierinnen den fünften Platz. Leitón warf im Viertelfinale zwei Tore, konnte damit aber die 10:12-Niederlage gegen die Russinnen auch nicht verhindern.
Bei der Weltmeisterschaft 2017 gewannen die Spanierinnen im Viertelfinale gegen die Griechinnen erst nach Penaltyschießen. Nach einem Halbfinalsieg über Kanada unterlagen die Spanierinnen im Finale dem Team aus den Vereinigten Staaten mit 6:13. Leitón warf im Finale ein Tor. 2018 siegte Spanien bei den Mittelmeerspielen in Taragona. Kurz darauf belegte die Mannschaft den dritten Platz bei der Europameisterschaft in Barcelona. Paula Leitón warf im Turnierverlauf 14 Tore. Bei der Weltmeisterschaft 2019 in Gwangju trafen im Finale Spanien und das US-Team aufeinander und die Amerikanerinnen gewannen mit 11:6. Leitón warf im Halbfinale zwei Tore, ging im Finale aber leer aus. Im Januar 2020 siegten die Spanierinnen bei der Europameisterschaft in Budapest durch einen Finalerfolg über die Russinnen. Bei den 2021 ausgetragenen Olympischen Spielen in Tokio trafen die Mannschaften aus den Vereinigten Staaten und aus Spanien einmal mehr im Finale aufeinander, die Amerikanerinnen siegten mit 14:5. Leitón warf in der Vorrunde neun Tore, in der KO-Runde gelang ihr kein Treffer.
2022 fand zunächst die Weltmeisterschaft in Budapest statt, bei der die Spanierinnen den fünften Platz belegten, nachdem sie im Viertelfinale gegen die Mannschaft der Vereinigten Staaten verloren hatten. Fast zwei Monate später bei der Europameisterschaft in Split besiegten die Spanierinnen im Halbfinale die Niederländerinnen mit 10:7 und im Finale die Griechinnen mit 9:6. Im Jahr darauf bei der Weltmeisterschaft in Fukuoka siegten die Spanierinnen im Viertelfinale gegen Ungarn und im Halbfinale gegen die Australierinnen. Im Finale gegen die niederländische Mannschaft hieß es am Ende 12:12. Im Shootout verloren die Spanierinnen mit 4:5. 2024 erreichten die Spanierinnen das Finale bei der Europameisterschaft in Eindhoven, unterlagen aber dann den Gastgeberinnen mit 7:8. Leitón traf im Endspiel einmal. Einen Monat später bei der Weltmeisterschaft in Doha unterlagen die Spanierinnen im Halbfinale dem Team aus den Vereinigten Staaten. Das Spiel um Bronze gegen die Griechinnen gewannen die Spanierinnen mit 10:9. Bei den Olympischen Spielen in Paris gewannen die Spanierinnen alle sieben Partien, wobei das Halbfinale gegen die Niederländerinnen erst im Penaltyschießen entschieden wurde. Im Finale gegen die Australierinnen siegten die Spanierinnen mit 11:9, Leitón steuerte einen Treffer bei.
2025 bei der Weltmeisterschaft in Singapur besiegten die Spanierinnen im Viertelfinale die Niederländerinnen im Penaltyschießen. Im Halbfinale unterlagen sie den Ungarinnen mit 9:15. Das Spiel um den dritten Platz gewannen sie mit 13:12 gegen die Auswahl aus den Vereinigten Staaten. Im Spiel um Bronze erzielte Leitón einen Treffer.
Die 1,87 Meter große Centerspielerin Paula Leitón begann beim Club Natació Terrassa. Von 2016 bis 2019 spielte sie bei CN Sabadell, mit dem sie drei Meistertitel gewann. Von 2019 bis 2022 spielte sie wieder bei CN Terrassa, bevor sie 2022 nach Sabadell zurückkehrte.

## Internationale Medaillen
(OS=Olympische Spiele, WM=Weltmeisterschaft, EM=Europameisterschaft, MS=Mittelmeerspiele)
- 2017 WM Silber
- 2018 MS Gold
- 2018 EM Bronze
- 2019 WM Silber
- 2020 EM Gold
- 2021 OS Bronze
- 2022 EM Gold
- 2023 WM Silber
- 2024 EM Silber
- 2024 WM Bronze
- 2024 OS Gold